# Giovanni Antonio Guadagni
Giovanni Antonio Guadagni (ur. 14 września 1674 we Florencji, zm. 15 stycznia 1759 w Rzymie) – włoski duchowny katolicki, kardynał-biskup Porto e Santa Rufina, karmelita bosy, sługa Boży kościoła katolickiego.
Pochodził z arystokratycznego rodu. Święcenia kapłańskie przyjął 11 marca 1702. 20 grudnia 1724 został wybrany biskupem Arezzo. Sakrę przyjął 31 grudnia 1724 w Rzymie z rąk kardynała Lorenzo Corsiniego (współkonsekratorami byli arcybiskup Pietro Luigi Carafa i biskup Filippo Spada). 4 listopada 1732 zrezygnował z kierowania diecezją. 24 września 1731 Klemens XII wyniósł go do godności kardynalskiej, a 17 grudnia 1731 nadał mu Kościół tytularny − Bazylikę św. Sylwestra i św. Marcina w Monti (była ona mu przydzielona do 1750, kiedy objął suburbikarną diecezję Frascati). W latach 1743–1744 pełnił funkcję Kamerlinga Świętego Kolegium Kardynałów. Od 1756 do śmierci sprawował urząd subdziekana Kolegium Kardynalskiego. Od 1732 do końca życia zajmował stanowisko wikariusza generalnego Rzymu. W 1737 został prefektem Kongregacji ds. Rezydencji Biskupów, którym pozostał już do śmierci. Był kardynał biskupem Frascati (1750-1756), a następnie kardynałem biskupem Porto e Santa Rufina (od 1756 do końca życia).
Wziął udział w Konklawe 1740 i 1758.